# Внешнеполитическая инициатива
Внешнеполитическая инициатива (англ. Foreign Policy Initiative, FPI) — американский неоконсервативный аналитический центр.
В соответствии с информацией на сайте центра он создан для поддержки демократических союзников, прав человека, укрепления американского военного потенциала в связи с изменениями XXI века, и для укрепления американской глобальной экономической конкурентоспособности.
Центр является некоммерческой организацией, свободной от налогообложения.

## История
Организация была создана в 2009 году на основе проекта Project for the New American Century, который проводил пиар-кампанию по формированию общественной поддержки одностороннего вторжения США в Ирак.
Среди основателей центра Уильям Кристол и Роберт Каган, муж помощницы госсекретаря Виктории Нуланд.

## Деятельность
На своём сайте центр описывал свою миссию как ответ на внешнюю политику США перед лицом «возродившихся и растущих сил Китая и России» и «остальных автократий, нарушающих права своих граждан».
По данным издания TruthDig, FPI имеет устойчивые антироссийские позиции: «Эта организация призывала США занять жесткую позицию по многим вопросам — в частности по российско-грузинской войне 2008 года, Закону Магнитского и нынешней ситуации на Украине».
С центром плотно сотрудничают целый ряд изданий и журналистов. В их числе, например, сотрудники Orion Strategies, которая в 2008 году оказывала пиар-поддержку правительству Грузии и лично Михаилу Саакашвили.
Так же центр известен своей активностью по защите вторжения США в Афганистан, и как сторонник прямого ввода войск США в Сирию.

### Причастность к отдельным резонансным событиям
- Старшим сотрудником центра являлся Джеймс Керчик, который стал известен благодаря тому, что критиковал в эфире RT российский закон против пропаганды гомосексуализма среди несовершеннолетних.[6]
- По данным издания TruthDig, центр стоит за скандальным увольнением ведущей телеканала RT Лиз Уол.[1]